# Sparatoria di Grâce-Berleur

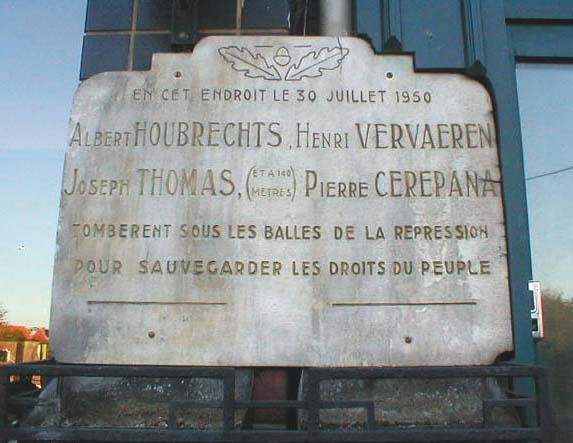
Targa che commemora la sparatoria sulla facciata del bistrò all'insegna "La Boulle Rouge".

La sparatoria di Grâce-Berleur è un incidente occorso durante l'epilogo della questione reale in Belgio.
Il 30 luglio 1950, la gendarmeria belga sparò sulla folla in un villaggio sulle alture di Liegi, dove si protestava contro il ritorno di Leopoldo III. Ci furono tre morti, e una quarta vittima che è deceduta in seguito alle ferite. I primi tre uomini uccisi erano ex combattenti della resistenza contro il nazismo. L'incidente sollevò la tensione e allo stesso tempo permise di concludere la vicenda con il ritiro di Leopoldo III. A seguito della sanguinosa repressione, diverse personalità politiche vallone prevederanno la creazione di un governo separatista vallone.

## La manifestazione fatale
Seicento persone si riunirono nella Place des Martyrs de la Résistance a Grâce-Berleur. Verso le cinque del pomeriggio, il deputato socialista Simon Paque informò la popolazione sull'evoluzione degli eventi. La folla comprendeva uomini, donne e bambini.

### Il discorso di Simon Paque e l'arrivo dei gendarmi
Una telefonata anonima denunciava il raduno presso la gendarmeria di Hollogne-aux-Pierres (ogni incontro era proibito per ordine del commissario distrettuale): undici gendarmi salirono su un combi. Simon Paque aveva appena finito il suo discorso quando arrivarono i gendarmi. Il deputato predicava la calma: "Ecco i gendarmi, ma ho comunque terminato il mio discorso; state calmi e andate a casa."

### L'incidente
I gendarmi si schierarono con le loro armi. All'arrivo, un gran numero di manifestanti si ritirò. Ma la situazione peggiorò. Il deputato Paque parlò con il capo del distaccamento dei gendarmi e venne arrestato e portato al loro veicolo. Arthur Samson, sindaco di Grâce-Berleur, si oppose a tale arresto. Ma vedendo la folla arrabbiata di nuovo, cercò di calmarla. Venne, tuttavia, arrestato a sua volta. I manifestanti furono più minacciosi. Il capo del distaccamento esplose una granata deterrente e la scagliò verso i manifestanti. Alcuni si spaventarono, altri si arrabbiarono. Un sindacalista militante dei minatori, Albert Houbrechts, nato a Liegi il 26 febbraio 1912, ex uomo della resistenza, chiamò il sottufficiale. Non si sa perché. I due uomini si attaccarono fisicamente.

### I quattro morti
La mischia era confusa. Nella folla presente alla manifestazione di Grace-Berleur, sembra, secondo alcune testimonianze, che Albert Houbrechts abbia rimproverato un gendarme, che caricò la sua arma e sparò due volte a Houbrechts che crollò, ferito mortalmente.
Il gendarme sparò ancora verso i manifestanti. Un proiettile centrò alle spalle un operaio elettricista, Joseph Thomas, il quale morirà a seguito delle ferite. Un'altra pallottola colpì Henri Vervaeren, un camionista militante del sindacato, uccidendolo. Inspiegabilmente un'altra persona – Pierre Cerepana, ex uomo della resistenza, nato il 21 giugno 1906 a Nowo Dawidkan – che non faceva parte della manifestazione ma, poggiato sulla sua bicicletta, curiosava dalla distanza – venne assassinato da uno dei gendarmi presenti.
Il 15 aprile 1962 Michel Houbrechts, fratello di Albert Houbrechts, identificandosi chiaramente come il fratello dell'uomo della resistenza assassinato nel luglio del 1950, sosterrà il Movimento Popolare Vallone durante la manifestazione inaugurale del movimento a Liegi.
Decine di migliaia di persone marciarono dietro le bare ai funerali tenutosi nel villaggio, nel corteo preceduto dalla bandiera vallone e dalla bandiera rossa. L'amministrazione di Grace pubblicò le loro foto specificando che erano morti per la libertà del popolo vallone.
Il figlio neonato della quarta vittima ottenne dal Partito Socialista Belga un'indennità mensile per provvedere alla sua istruzione e formazione fino al 1962.

## Il ritiro di re Leopoldo III
Questo incidente ha avuto un ruolo fondamentale nel ritiro del re Leopoldo III, anche i sostenitori del suo mantenimento (in linea di principio), volevano a tutti i costi evitare la prova di forza e alla fine convinsero il quarto re dei belgi ad abdicare. Una abdicazione ritardata, perché avvenne un anno dopo, ma il re delegò tutti i suoi poteri a suo figlio Baldovino I.

## I seguiti giudiziari
Il laureato in storia, Manu Dolhet, raccogliendo gli schizzi disegnati dopo le autopsie eseguite sui quattro morti (archivi IHOES), volle dimostrare che la tesi dei gendarmi sosteneva che si trattava di uno stato di legittima difesa, che però non resse.
I parenti delle vittime, costituendosi partiti civili, furono respinti pochi anni dopo, in nome della tesi della legittima difesa.

### Un racconto più dettagliato
Il resoconto dettagliato degli eventi dello storico non fornisce elementi sul fascicolo della repressione che accreditano la tesi di una mancanza di freddezza da parte dei gendarmi, mancanza di freddezza che spiega il fatto che questi uomini erano sfiniti dal mantenimento dell'ordine nel contesto estremamente violento della Vallonia contro il re.

## Morti per lalibertà del popolo vallone
Il comune di Grâce-Berleur ha pubblicato le foto delle vittime affermando che erano morti "per la libertà del popolo vallone". Allo stesso modo, la bandiera vallone ha preceduto le decine di migliaia di persone che hanno condotto i quattro uccisi al cimitero Grâce-Berleur. Un monumento, opera dell'architetto Joseph Moutschen, è stato eretto nel luogo del dramma, su di esso si ricorda che i 4 uomini (compresi tre ex combattenti della resistenza) sono morti per salvaguardare i diritti della gente.